# گئورگی تودوروف (وزنه‌بردار)
گئورگی تودوروف (بلغاری: Георги Тодоров؛ زادهٔ ۴ دسامبر ۱۹۵۲)  وزنه‌بردار اهل بلغارستان بود.